# Everton de Viña del Mar
Everton de Viña del Mar SADP ist ein chilenischer Fußballverein aus Viña del Mar der 1909 von englischen Einwanderern ins Leben gerufen wurde. Everton gewann bisher viermal die chilenische Meisterschaft und einmal den nationalen Pokalwettbewerb. Erzrivale Evertons sind die Santiago Wanderers aus dem nur etwa 10 Kilometer entfernten Valparaíso.
Das Stadion des Vereins ist das Estadio Sausalito, das 1929 eröffnet wurde und heutzutage etwa 18.000 Zuschauer fasst. Es wurde nach Sausalito, der US-amerikanischen Partnerstadt Viña del Mars, benannt.

## Geschichte

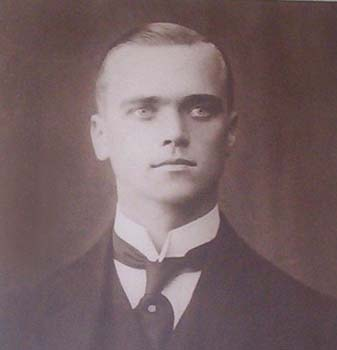
Vereinsgründer David Foxley

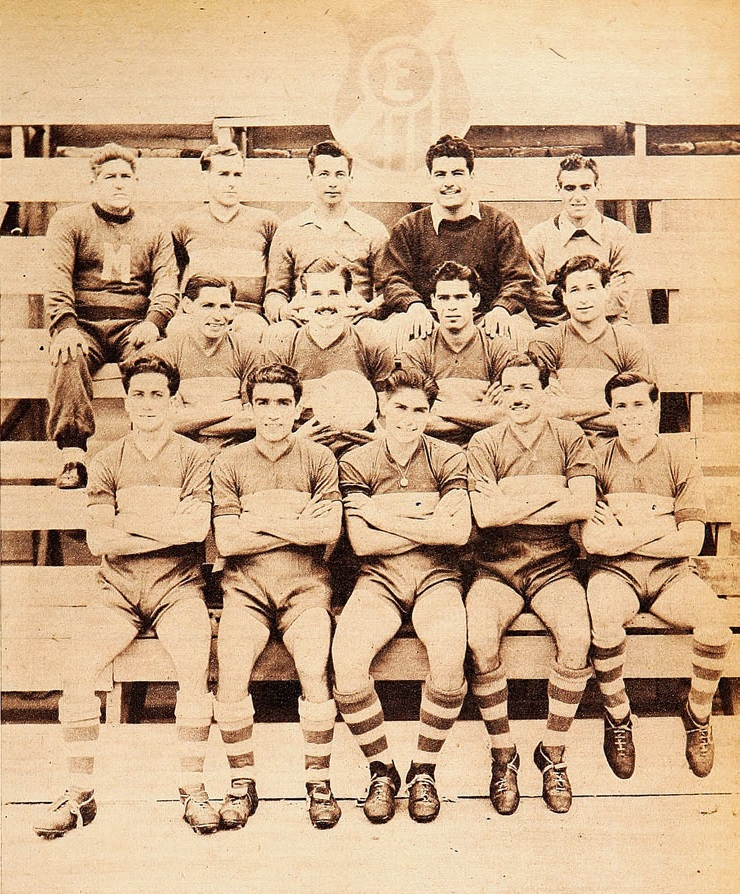
Meistermannschaft 1950

Am 24. Juni 1909 wurde im Haus von David Foxley in Cerro Alegre de Valparaíso von englischen Schülern ein Fußballverein gegründet, der in Erinnerung an seine vorherigen Gastspiele in Argentinien nach dem englischen FC Everton benannt wurde, wie eine Theorie besagt. 1912 nahm der Verein erstmals an der Meisterschaft der Liga de Valparaíso teil.
Erster bedeutender Athlet des Vereins, bei dem im Verlauf der Geschichte neben Fußball auch Leichtathletik, Schwimmen, Badminton, Rugby, Turnen, Basketball betrieben wurden, war der Kurzstreckenhürdenläufer Harald Rosenqvist, der bei den Südamerikanischen Meisterschaften von 1919 und 1920 insgesamt drei Titel gewann.
Der Verein trat 1944 der Asociación Central de Fútbol bei und erwarb auf diese Weise das Recht zur Teilnahme an der Primera División, in der der Verein durchgehend von 1944 bis 1972 vertreten war. 1950 gelang ihm als erster Verein außerhalb der Hauptstadt die Meisterschaft; ein Erfolg, der sich bereits zwei Jahre später wiederholen ließ.
Nach dem Abstieg von 1972 verbrachte Everton zwei Spielzeiten in der zweiten Liga und gewann im zweiten Jahr seiner Rückkehr in die erste Liga 1976 seinen dritten Meistertitel. Dieser Titelgewinn berechtigte den Verein 1977 zur erstmaligen Teilnahme an der Copa Libertadores, in der der dritte Platz in der Gruppe 4 belegt wurde, so dass man bereits in der Vorrunde ausschied.
Nach einer weiteren Zweitligasaison 1982, in der der direkte Wiederaufstieg gelang, spielte Everton zwischen 1983 und 1995 erneut in der ersten Liga und gewann in dieser Phase 1984 zum bisher einzigen Mal den chilenischen Pokalwettbewerb.
Zwischen 1996 und 2003 war Everton mit Ausnahme der Spielzeit 2000, als man erstklassig spielte, nur in der zweiten Liga vertreten. Die erfolgreichste Epoche der jüngsten Vergangenheit war die Zugehörigkeit zur ersten Liga zwischen 2004 und 2010, die in der Apertura 2008 mit dem vierten Meistertitel der Vereinsgeschichte gekrönt wurde. Auf dem Weg zu diesem Erfolg setzte Everton sich gegen die beiden erfolgreichsten Mannschaften des Landes durch: im Halbfinale schlug man den CF Universidad de Chile mit dem Gesamtergebnis von 4:2 (3:1 im Hinspiel und 1:1 im Rückspiel) und im Finale setzte man sich mit dem Gesamtergebnis von 3:2 (der 0:2-Hinspielniederlage folgte ein 3:0-Erfolg vor eigenem Publikum) gegen den chilenischen Rekordmeister CSD Colo-Colo durch. Erfolgreichster Torjäger Evertons in diesen Begegnungen war der Argentinier Ezequiel Miralles, der im Halbfinalhinspiel bei Universidad alle Tore zum 3:1-Sieg seiner Mannschaft erzielt hatte und im Finalrückspiel gegen Colo-Colo zweimal erfolgreich war.
Durch einen 2:1-Erfolg beim CA Lanús am 17. März 2009 in der Copa Libertadores 2009 gelang den Oro y Cielo als erster chilenischer Mannschaft ein Sieg in Argentinien. Weil sie im letzten Gruppenspiel gegen den mexikanischen Vertreter Chivas Guadalajara jedoch nicht über ein 1:1 hinaus kamen, scheiterten sie erneut in der Vorrunde dieses Turniers.

## Trainer
- Fernando Riera (1983–1984)
- Gerardo Pelusso (1998)
- Nelson Acosta (2007–2010, 2014)

## Spieler
Schon bei der ersten Fußball-Weltmeisterschaft 1930 nahm mit Casimiro Torres, der dort zwei Partien bestritt, ein Spieler von Everton teil.
Guillermo Clavero wurde 1945 der erste Spieler Evertons bei einer Südamerikameisterschaft. Clavero, der insgesamt sechs Mal in der Nationalmannschaft spielte, trug bei dem Turnier mit vier Treffern zum dritten Platz Chiles bei. Fernando Hurtado kam 1953 bei zwei Spielen zum Einsatz. Stürmer René Meléndez kam beim Turnier von 1956, bei dem Chile Dritter wurde, vier Mal, Torwart Carlos Espinoza zweimal zum Zug. Meléndez ist mit 47 Spielen zwischen 1950 und 1960, bei denen er 12 Tore erzielte, Rekordnationalspieler Evertons, zudem war er 1952 mit 30 Toren bester Torschütze Südamerikas. Eladio Rojas nahm an der Südamerikameisterschaft 1959 und an der Weltmeisterschaft 1962 teil. Bei der Weltmeisterschaft erzielte er im Spiel um den dritten Platz den einzigen Treffer. Später spielte er bei River Plate und anschließend beim Hauptstadtverein CSD Colo-Colo.
Bei der Copa América 1987 stand Ivo Basay mit Chile im Finale, verlor aber dort mit 0:1 gegen Uruguay. Seine Karriere führte den zweifachen Turniertorschützen danach nach Frankreich, Mexiko und Argentinien.

## Erfolge
- Chilenischer Meister: 1950, 1952, 1976, Apertura 2008
- Chilenischer Pokalsieger: 1984